# Giraffidae
Giraffidae é uma família de artiodáctilos que surgiu no final do Oligoceno. Atualmente contém apenas dois gêneros: Okapia e Giraffa.

## Taxonomia
- Família Giraffidae
  - Giraffa
    - Girafa-núbia (Giraffa camelopardalis)
    - Girafa-da-somália (Giraffa reticulata)
    - Girafa-masai (Giraffa tippelskirchi)
    - Girafa-sul-africana (Giraffa giraffa)
    - Giraffa gracilis †
    - Giraffa jumae †
    - Giraffa priscilla †
    - Giraffa punjabiensis †
    - Giraffa pygmaea †
    - Giraffa sivalensis †
    - Giraffa stillei †

  - Okapia
    - Ocapi (Okapia johnstoni)

  - Sivatherium †
  - Giraffidarum †
  - Canthumeryx †
  - Injanatherium †
  - Propalaeomeryx †
  - Giraffokeryx †
  - Helladotherium †
  - Paleotragus †
  - Samotherium †